# Abelmoschus sagittifolius
Abelmoschus sagittifolius är en malvaväxtart som först beskrevs av Wilhelm Sulpiz Kurz, och fick sitt nu gällande namn av Elmer Drew Merrill. Abelmoschus sagittifolius ingår i släktet Abelmoschus och familjen malvaväxter. Inga underarter finns listade i Catalogue of Life.

## Bildgalleri

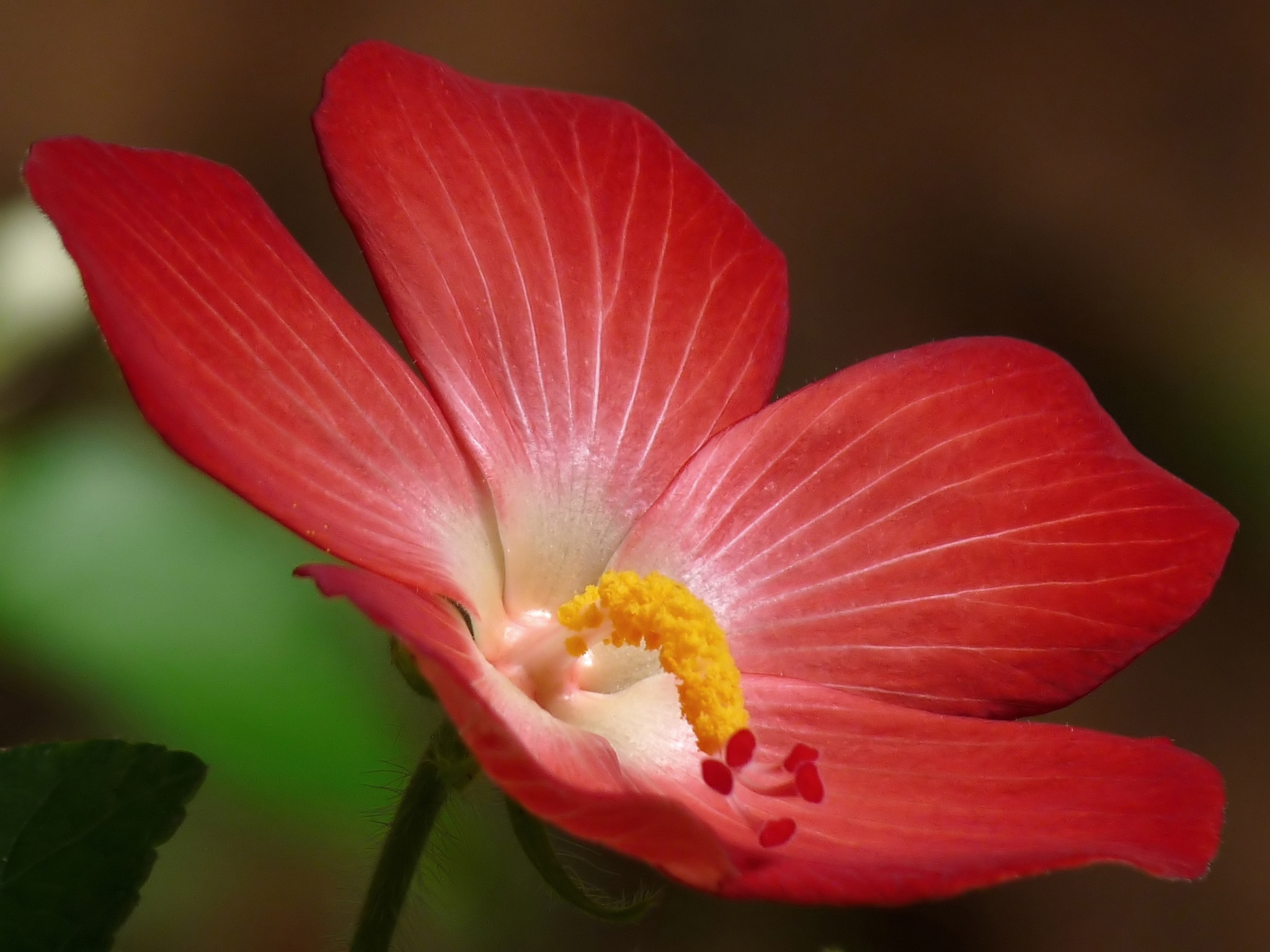
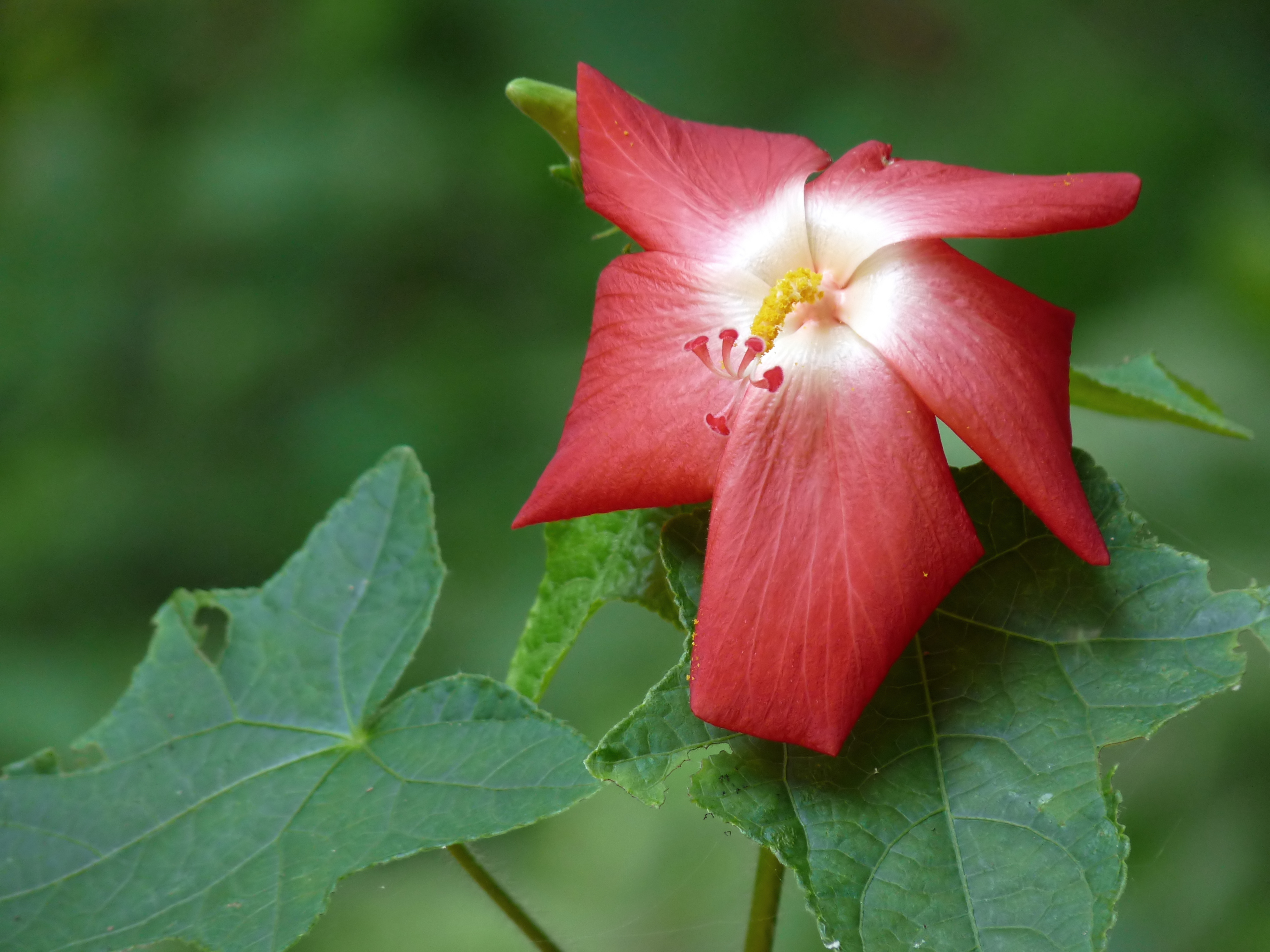
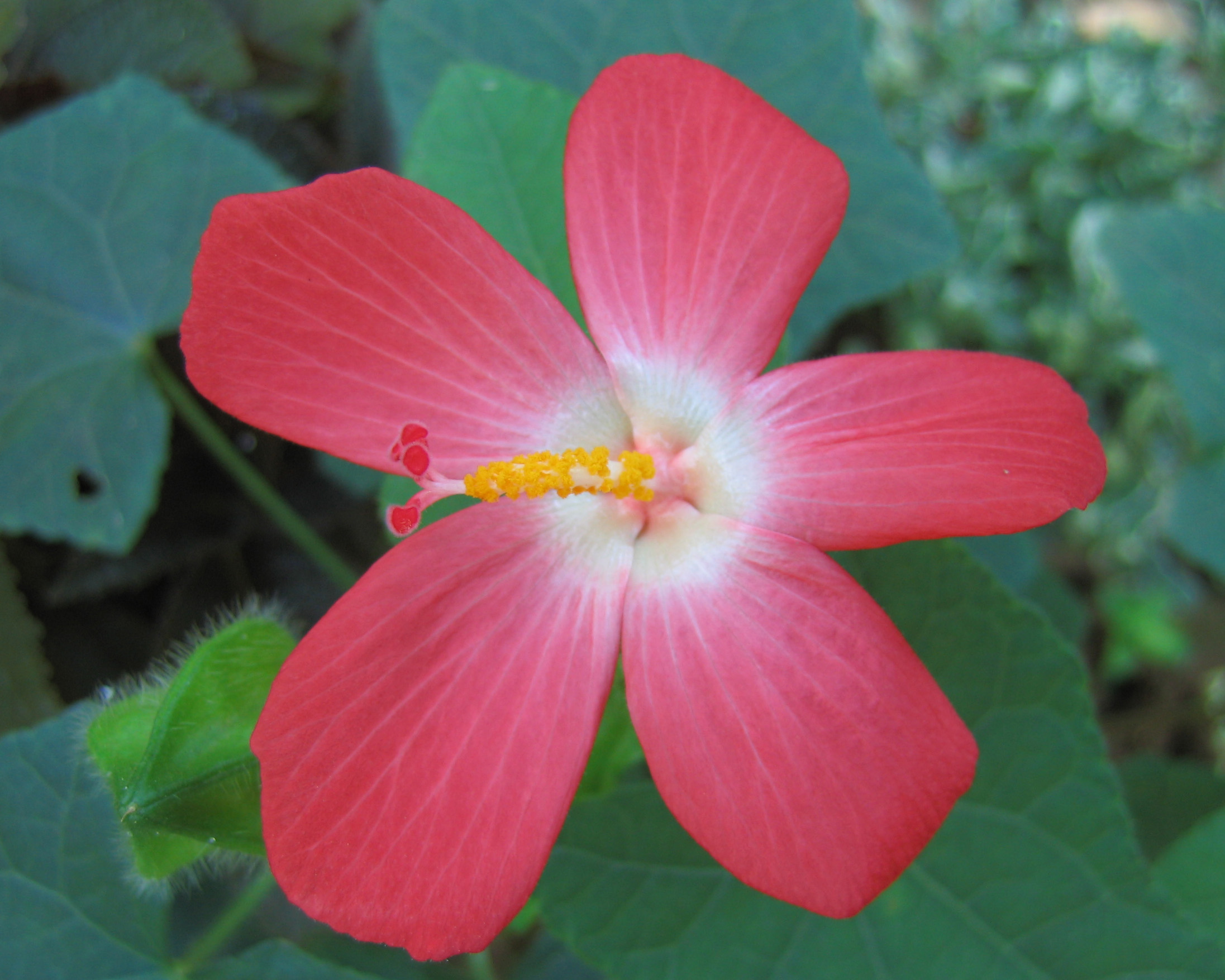
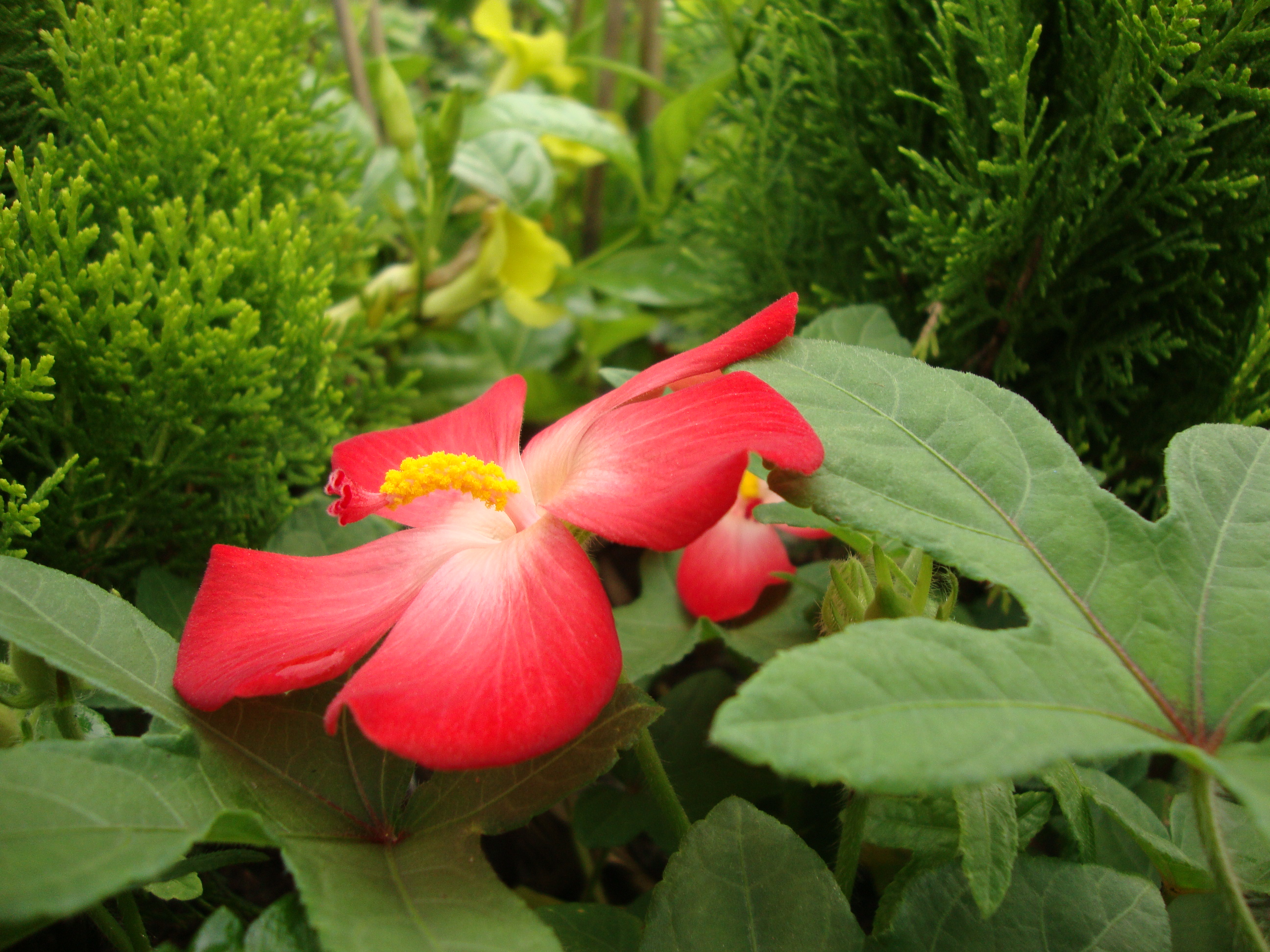
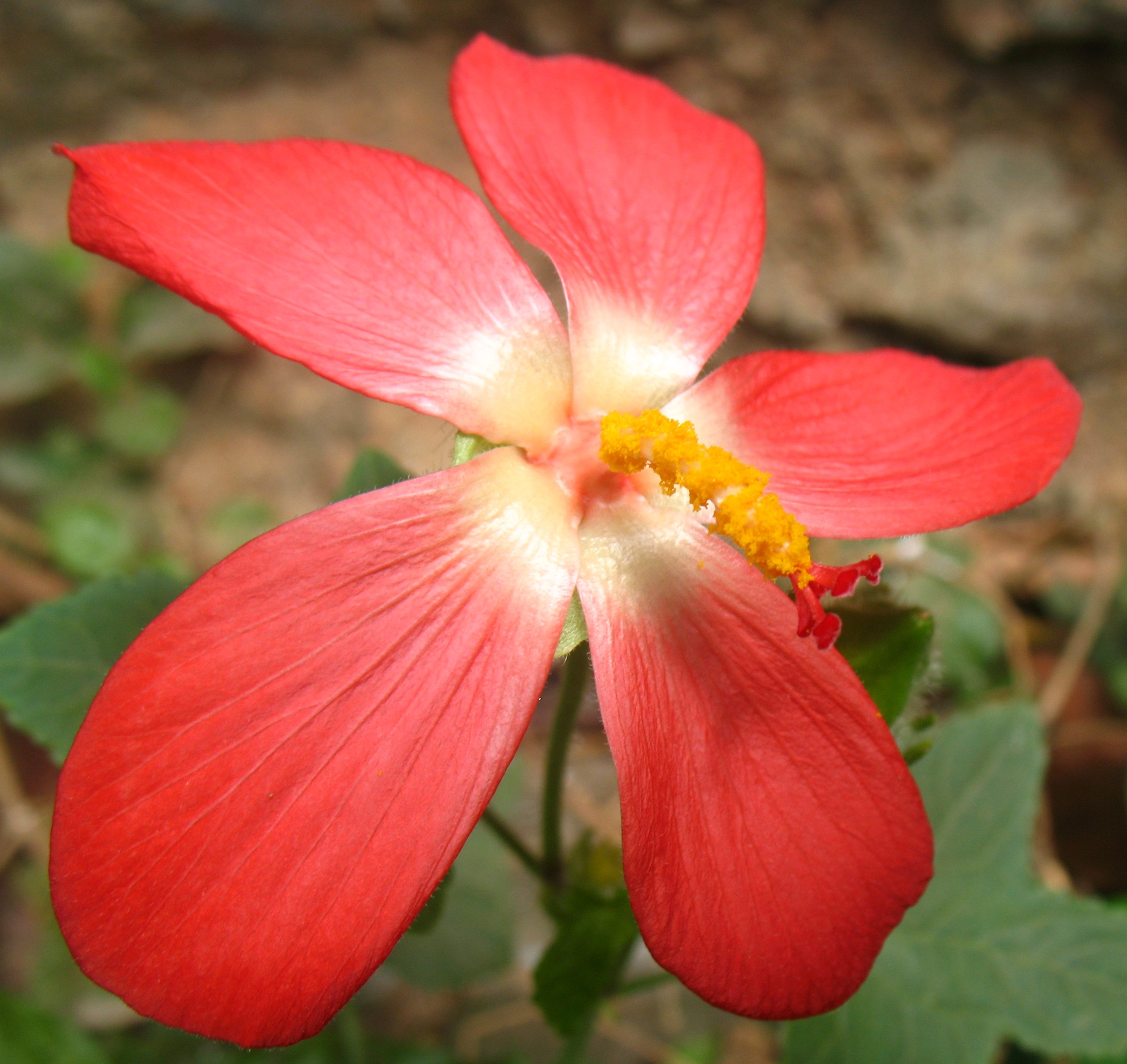